# Geokichla citrina

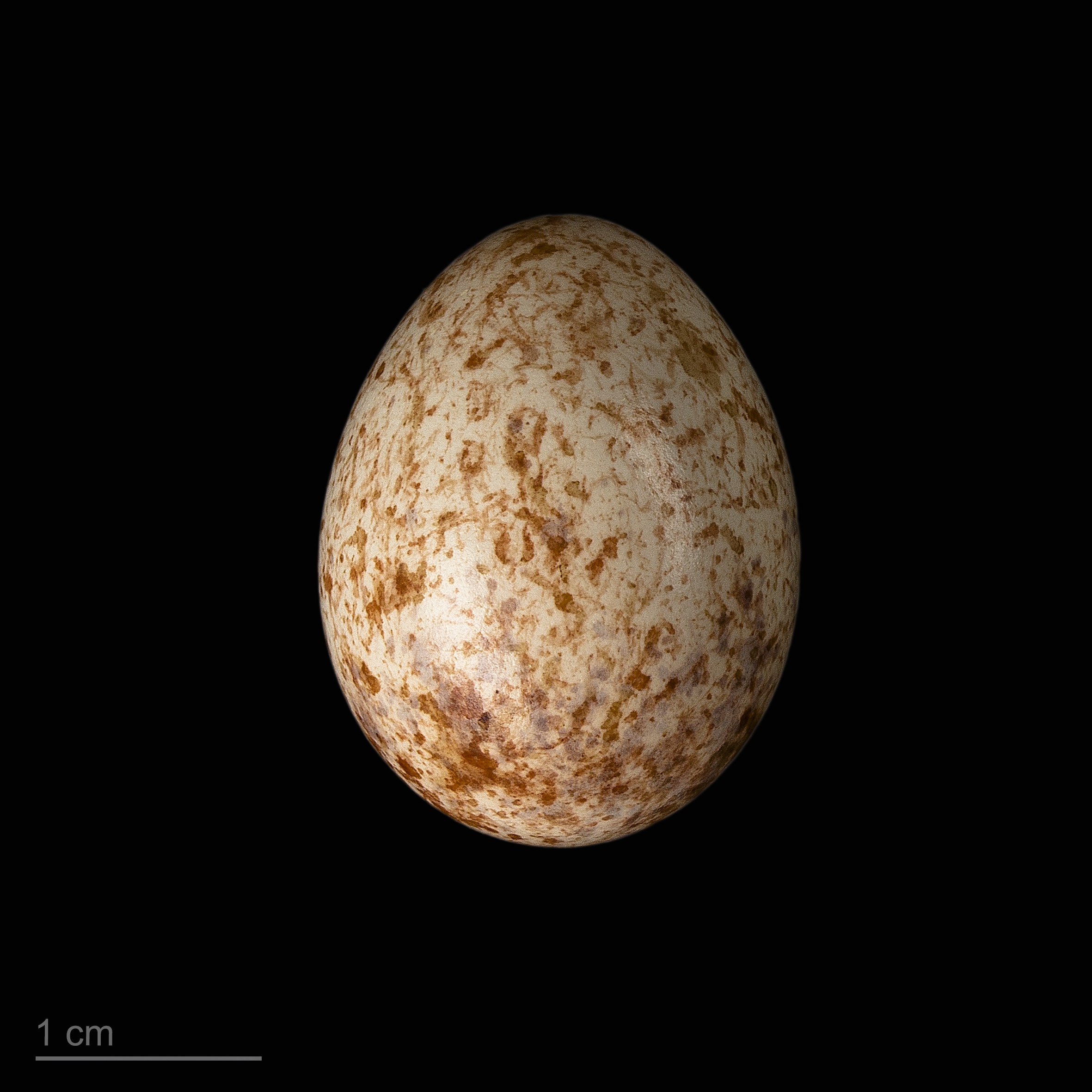
Uova di Geokichla citrina - Museo di Tolosa

Il tordo dalla testa arancione  (Geokichla citrina Latham, 1790)) è un uccello passeriforme della famiglia dei Turdidi, originario delle aree boscose del subcontinente indiano e del sud-est asiatico. 
Il tordo dalla testa arancione è onnivoro, nutrendosi di insetti, lombrichi e frutta. Nidifica sugli alberi, ma non forma stormi.